# Aeroportul Bol
Aeroportul Bol (IATA: BWK, ICAO: LDSB) este un aeroport din Comuna Bol, Split-Dalmația, Cantonul Split-Dalmația, Croația ce deservește zona Brač. Aeroportul a fost tranzitat în 2022 de 15.948 de pasageri. A fost deschis în 1990.
Situat la o altitudine de 541 m, aeroportul dispune de o singură pistă.